# 1º Reggimento d'assalto "Dmytro Kocjubajlo"
Il 1º Reggimento d'assalto autonomo "Dmytro Kocjubajlo" (in ucraino 1-й окремий штурмовий полк імені Дмитра Коцюбайла?, 1-j okremyj šturmovyj polk imeni Dmytra Kocjubajla, unità militare А4848) è un'unità di fanteria d'assalto direttamente subordinata al Comando delle Forze terrestri ucraine e con base ad Avdiïvka.

## Storia
L'unità è stata costituita nel 2014 come 1ª Compagnia d'assalto autonoma (in ucraino 1-ша окрема штурмова рота?, 1-ša okrema šturmova rota) del Corpo Volontario Ucraino "Settore Destro"; durante le prime fasi della guerra del Donbass ha partecipato ai combattimenti presso Karlivka, Avdiïvka, Pisky, Starohnativka e alla battaglia dell'aeroporto di Donec'k. Il 17 marzo 2016 il ventunenne Dmytro "Da Vinci" Kocjubajlo è stato nominato comandante della compagnia, la quale è stata successivamente ribattezzata "Lupi Da Vinci" in onore del nome di battaglia di Kocjubajlo. Sotto la sua guida la compagnia, nonostante non facesse parte delle Forze armate dell'Ucraina, collaborò efficacemente con diverse brigate dell'esercito regolare, essendo una delle prime unità ad utilizzare i droni per correggere il fuoco dell'artiglieria.
Durante le prime fasi dell'invasione russa dell'Ucraina del 2022 la compagnia ha preso parte agli scontri sul fronte sud, contribuendo a fermare l'avanzata nemica in direzione di Zaporižžja. Alla fine di marzo 2022, insieme a diverse altre unità del DUK, è stata integrata nelle Forze per operazioni speciali all'interno del 7º Centro operazioni speciali "Corpo volontario ucraino". Nel settembre 2022 la compagnia ha partecipato alla controffensiva ucraina nella regione di Charkiv e alla conseguente liberazione di Balaklija, Izjum e Kup"jans'k. A partire dalle unità del 7º Centro operazioni speciali, rinforzate con reparti corazzati, di artiglieria e di supporto, il 1º novembre 2022 è stata costituita la 67ª Brigata meccanizzata delle Forze terrestri ucraine. La compagnia è stata quindi espansa al rango di battaglione, diventando il 1º Battaglione meccanizzato autonomo "Lupi Da Vinci" (in ucraino 1-й окремий механізований батальйон «Вовки Да Вінчі»?, 1-j okremyj mechanizovanyj batal'jon «Vovky Da Vinči»).
All'inizio di marzo 2023 la 67ª Brigata è stata trasferita a difesa del settore a nord di Bachmut. Nel corso della battaglia di Bachmut, il 7 marzo è stato ucciso in combattimento Dmytro Kocjubajlo, comandante e volto del battaglione. Ad aprile l'unità è riuscita a respingere reparti del Gruppo Wagner che tentavano di prendere d'assalto le fortificazioni ucraine lungo la strada fra Bachmut e Časiv Jar, l'ultima via di collegamento per mantenere rifornita la città assediata, permettendo di continuarne la difesa fino alla fine di maggio. Il 1º luglio 2023 il battaglione è stato ufficialmente intitolato a Dmytro Kocjubajlo.
Nel gennaio 2024 alcuni elementi del 1º Battaglione "Lupi Da Vinci", guidati dalla fidanzata di Kocjubajlo, paramedico in servizio nell'unità, hanno lasciato il battaglione e preso le distanze da Pravyj Sektor per unirsi alla 59ª Brigata motorizzata, andando a costituire il 108º Battaglione meccanizzato "Lupi Da Vinci". Conseguemente il battaglione ha cambiato nome e stemma, prendendo le distanze dal gruppo e riorganizzandosi come 1º Battaglione d'assalto "Dmytro Kocjubajlo". A marzo il battaglione, supportato da elementi della 103ª Brigata di difesa territoriale, ha ottenuto alcuni guadagni territoriali in direzione del villaggio di Tabaïvka, nel settore di Kup"jans'k. Il 15 aprile il battaglione è stato distaccato dalla 67ª Brigata, diventando un'unità autonoma alle dirette dipendenze del Comando delle Forze terrestri. Nel luglio 2024, in seguito alla legge ucraina che ha permesso ad alcune categorie di detenuti di prestare volontariamente servizio nell'esercito, il 1º Battaglione d'assalto è stata una delle unità ad integrarne un certo numero nei propri ranghi. Il 5 aprile 2025 il battaglione è stato espanso al rango di reggimento, facendo seguito agli altri reparti d'assalto dell'esercito ucraino.
Nell'agosto 2025 il comandante in capo delle Forze armate ucraine, Oleksandr Syrs'kyj, ha annunciato la costituzione delle Truppe d'Assalto come nuovo ramo dell'esercito ucraino, al fine di creare un comando unificato per i cinque reggimenti d'assalto al momento esistenti che rispondesse direttamente al comando supremo.

## Struttura
- Comando di reggimento[23]
- 1º Battaglione d'assalto
- 2º Battaglione d'assalto
- Battaglione fucilieri speciale "Škval"
- Compagnia corazzata (T-72B3M)
- Battaglione sistemi senza pilota
- Battaglione artiglieria (TOS-1A)
- Battaglione logistico
- Compagnia ricognizione "Dyke Pole"
- Compagnia fuoco di supporto
- Plotone comunicazioni
- Plotone genio
- Plotone cecchini
- Plotone guerra elettronica
- Plotone medico

## Comandanti
- Sottotenente Dmytro Kocjubajlo (marzo 2016 - marzo 2023) †[11]
- Maggiore Jurij Kapustjak (marzo 2023 - maggio 2024)[24]
- Capitano Dmytro Filatov (maggio 2024 - in carica)[25]